# NGC 921
NGC 921 je galaksija u zviježđu Kit.

## Vanjske poveznice
- SEDS: NGC 921